# خط عرض 53° جنوب
خط عرض 53° جنوب هي إحدى دوائر العرض الجغرافية، وهي دوائر وهمية تحيط بالكرة الأرضية، وموازية لخط الاستواء، وتتميز هذه الدائرة بأن الأراضي الواقعة عليها تنتمي للمنطقة المعتدلة الباردة.

## حول العالم
خط عرض 53° جنوب يبدأ من خط الزوال الأولي ويتجه شرقا ويمر عبر:
| الإحداثيات                          | البلد أو الإقليم أو البحر | ملاحظات                                                     |
| ----------------------------------- | ------------------------- | ----------------------------------------------------------- |
| 53°0′S 0°0′E / 53.000°S 0.000°E     | المحيط الأطلسي            |                                                             |
| 53°0′S 20°0′E / 53.000°S 20.000°E   | المحيط الهندي             | مرورا بشمال the McDonald Islands, أستراليا                  |
| 53°0′S 73°15′E / 53.000°S 73.250°E  | أستراليا                  | Heard Island                                                |
| 53°0′S 73°25′E / 53.000°S 73.417°E  | المحيط الهندي             |                                                             |
| 53°0′S 147°0′E / 53.000°S 147.000°E | المحيط الهادئ             |                                                             |
| 53°0′S 74°28′W / 53.000°S 74.467°W  | تشيلي                     | Desolación Island                                           |
| 53°0′S 73°57′W / 53.000°S 73.950°W  | مضيق ماجلان               |                                                             |
| 53°0′S 73°25′W / 53.000°S 73.417°W  | تشيلي                     | Muñoz Gamero Peninsula وRiesco Island                       |
| 53°0′S 71°52′W / 53.000°S 71.867°W  | Seno Otway                |                                                             |
| 53°0′S 71°15′W / 53.000°S 71.250°W  | تشيلي                     | شبه جزيرة برونزويك                                          |
| 53°0′S 70°49′W / 53.000°S 70.817°W  | مضيق ماجلان               |                                                             |
| 53°0′S 70°24′W / 53.000°S 70.400°W  | تشيلي                     | الجزيرة الكبرى لأرض النار                                   |
| 53°0′S 68°36′W / 53.000°S 68.600°W  | الأرجنتين                 | الجزيرة الكبرى لأرض النار                                   |
| 53°0′S 68°15′W / 53.000°S 68.250°W  | المحيط الأطلسي            | مرورا بجنوب Beauchene Island, جزر فوكلاند (تملكه الأرجنتين) |